# كفر الشيخة سالمة
كفر الشيخة سالمة إحدى قرى مركز شبين القناطر التابع لمحافظة القليوبية بجمهورية مصر العربية.

## السكان
بلغ عدد سكان كفر الشيخة سالمة 4,506 نسمة، حسب الإحصاء الرسمي لعام 2006.